# O dorință de Crăciun
O dorință de Crăciun (titlu original: The Great Rupert) este un film de Crăciun american din 1950 regizat de Irving Pichel. Rolurile principale au fost interpretate de actorii  Jimmy Durante, Terry Moore și Tom Drake. Filmul este produs de George Pal, iar scenariul scris de  Ted Allen se bazează pe povestirea "Willie the Squowse" de László Vadnay.

## Prezentare
O veveriță este antrenată să dea bani pentru familiile nevoiașe înainte de Crăciun.

## Distribuție
- Jimmy Durante ca Mr. Louie Amendola
- Terry Moore ca Rosalinda Amendola
- Tom Drake ca Peter 'Pete' Dingle
- Frank Orth ca  Mr. Frank Dingle
- Sara Haden ca Mrs. Katie Dingle
- Queenie Smith ca Mrs. Amendola
- Chick Chandler ca Phil Davis
- Jimmy Conlin ca Joe Mahoney
- Rupert, veverița (animație)
- Hugh Sanders ca Mulligan
- Don Beddoe ca Mr. Haggerty
- Candy Candido ca Molineri - Florist
- Clancy Cooper ca Police Lt. Saunders
- Harold Goodwin - Callahan - agent FBI
- Frank Cady ca Mr. Taney - Tax Investigator